# Giuseppe Zauli
Giuseppe Zauli, né en 1763 et mort en 1822, est un peintre et un graveur italien.

## Biographie
Giuseppe Zauli étudie à l'Accademia Clementina de Bologne. Il collabore avec  Francesco Rosaspina et Felice Giani.  Il se consacre à la pratique et à l'enseignement de la gravure. Il est le premier directeur d'une école des beaux-arts à Faenza, appelée Scuola di Disegno e Plastica, fondée en 1796. Elle serait devenue la Scuola di Disegno Tommaso Minardi.
Selon le Bénézit, Giuseppe Sauli, artiste exposant à Turin, Rome et Livourne, serait peut-être la même personne que Giuseppe Zauli.